# Маргарета Бабенберг
Маргарета од Аустрије (1204 – 29. октобар 1266.), члан династије Бабенберг, била је немачка краљица од 1225. до 1235. године, првим браком са краљем Хајнрихом (VII), и краљица Чешке од 1253. до 1260. године, другим браком са краљем Откаром. II.

## Биографија
Маргарета је била најстарија ћерка аустријског војводе Леополда VI (ум. 1230) и његове жене војвоткиње Теодоре Ватац Анђел, припаднице византијске царске династије Анђела. Од 1198. војвода Леополд VI је, према Георгенберговом пакту, владао обема војводствима Аустријом и Штајерском. Његов двор у Бечу постао је познат као центар средњовековног Минесанга и такође је играо важну улогу у политици Царства, делујући као арбитар у борби између цара Фридриха II Хоенштауфена и папе Гргура IX.

### Први брак
У царском граду Нирнбергу, 29. новембра 1225. године, 21-годишња Маргарета се удала за 14-годишњег Хенрика, најстаријег сина цара Фридриха II, који је изабран за краља Римљана од 1222. године. Фридрихов саветник надбискуп Енгелберт од Келн је у почетку планирао младу из енглеске краљевске династије Анжујаца, међутим, покушај је пропао, као и Хенрикова бивша веридба са принцезом из династије Пшемисла, Агнезом, ћерком краља Отакара I од Чешке.
Маргаретино крунисање за краљицу Римљана одржано је 23. марта 1227. у Ахенској катедрали. Краљ Хенрик VII и краљица Маргарета имали су два сина која су умрла у младости, Хенрика (умро око 1242/1245) и Фридриха (умро око 1251/1252). Године 1228. краљ Хенрик VII је преузео власт у немачком краљевству и покушао да ограничи овлашћења принчева, чиме је пореметио царску политику свог оца који га је натерао да ода почаст под претњом екскомуникације.
Године 1235. краљ Хенрик се удружио са кнежевском опозицијом и отворено се побунио против цара, међутим, био је поражен од стране очевих снага и свргнут с престола. Цар Фридрих II га је затворио у неколико замкова у Апулији, где је умро 12. фебруара 1242. године, након пада са коња, вероватно у покушају самоубиства. У међувремену, његова супруга Маргарета (која вероватно никада више није видела свог мужа) повукла се у доминикански манастир у Триру и 1244. године, преселила се у Вирцбург, где је живела повучено у опатији Светог Марка.

### Претензија на Аустрију и Штајерску
Године 1246. Маргаретин брат, војвода Фридрих II од Аустрије, последњи изданак династије Бабенберг, погинуо је без деце у бици на реци Лајти, изазвавши наследну кризу. Два главна подносиоца захтева за наследство у војводствима Аустрије и Штајерске биле су две жене: Маргарета (која је, као најстарија сестра покојног војводе, тврдила да је блиска крви) и њена братаница Гертруда, која је претендовала по праву примогенитуре, као једина ћерка Хенрика од Модлинга, најстаријег брат покојног војводе Фридриха II и саме бивше краљице Маргарете, који је преминуо пре свог оца војводе Леополда VI.
Пошто је чешки краљ Вацлав I желео да преузме контролу над војводствима јужно од свог краљевства, организовао је венчање свог најстаријег сина и наследника, маркгрофа Владислава III од Моравске, са Гертрудом. Пар је чак проглашен за војводу и војвоткињу Аустрије, али је М+маркгроф Владислав III умро следеће године (1247). Следећи владар Аустрије био је Гертрудин други муж, маркгроф Херман VI од Бадена, који је умро 1250. године, остављајући Аустрију и Штајерску поново без војводе.

### Други брак
Аустријска аристократија понудила је управу војводстава другом сину краља Вацлава и новом наследнику краљу Отакару II. Међутим, племићи су поставили један услов: краљ Отакар II је могао да преузме контролу над Аустријом и Штајерском само ако се ожени неком од бабенбершких наследница. Краљ Отакар II је одбио да се ожени удовицом свог брата, јер је такав брак забрањен Левитском књигом, и одлучио је да се ожени Маргаретом, 26 година старијом од њега. Церемонија је одржана 11. фебруара 1252. године, у капели замка (на немачком: Бургкапеле) у Хаинбургу на Дунаву.
Краљ Отакар II је стекао царске привилегије запечаћене златном булом на основу Привилегиум Минус, признатог од цара Фридриха II, чиме је легитимисано његово право на Аустрију и Штајерску, пошто је Маргарета била наследница последњег војводе по блискости крви. Тиме је власт над војводствима у Аустрији и Штајерској пренела на свог мужа. Папа Иноћентије IV, који је раније неколико пута мењао страну између Гертруде и Маргарете, потврдио је легитимност Отакарове владавине над оба војводства 6. маја 1252. године. Чешки администратори су владали војводствима у његово име.
Годину дана касније, 23. септембра 1253, краљ Вацлав I је умро, а Отакар II и Маргарета су постали краљ и краљица Чешке. Када је добио војводства Бабенберга, краљу Отакару II је било јасно да Маргарета, која је већ имала 50 година, неће имати деце. Краљ је покушао да од папе добије признање ванбрачног сина којег је имао са Агнезом од Куенринга, једном од Маргаретиних дама, као свог законитог наследника. Након што је папа то одбио, краљ Отакар II је 1261. године добио поништење свог брака са краљицом Маргаретом.

### Позне године
Док се краљ Отакар II оженио Кунигундом Галичком, унуком угарског краља Беле IV, одбачена краљица Маргарета напустила је Бохемију и вратила се у своју аустријску домовину. Населила се у Крумау ам Кампу, зимујући у Кремсу. После поништења названа је Romanorum quondam Regina („бивша краљица Римљана“); међутим, задржала је титулу ducissa Austrie et Stirie  (војвоткиња Аустрије и Штајерске). Године 1266. променила је своју титулу quondam filia Livpoldi illustris ducis Austrie et Stirie et Romanorum Regina  као успомену на свог оца.
Пре смрти у Крумауу, изабрала је опатију Лилиенфелд као место сахране, поред свог оца. Датум њене смрти је контроверзан. Неки извори наводе 1266, док други наводе 2/12 октобар 1267. године, као прави датум. Краљ Отакар II задржао је Аустрију, Штајерску; такође је стекао војводство Корушку са Марком Крањска 1269. године, тврдећи да је наследник којег је Маргарета одредила у њиховом бракоразводном споразуму. Чак је неколико пута био кандидат за царску круну, све док га није свргнуо немачки краљ Рудолф I 1276. и убијен је у бици на Марчфелду две године касније.